# دانيال ليو (لاعب كرة قدم)
دانيال ليو هو لاعب كرة قدم سويسري، ولد في 19 سبتمبر 2001 في لوغانو في سويسرا.